# Anomala vaga
Anomala vaga är en skalbaggsart som beskrevs av Eugène Benderitter 1929. 
Anomala vaga ingår i släktet Anomala och familjen Rutelidae. Inga underarter finns listade i Catalogue of Life.